# Altgläubige in Russland

Das russisch-orthodoxe Kreuz – die Altgläubigen erkennen nur dieses Kreuz an

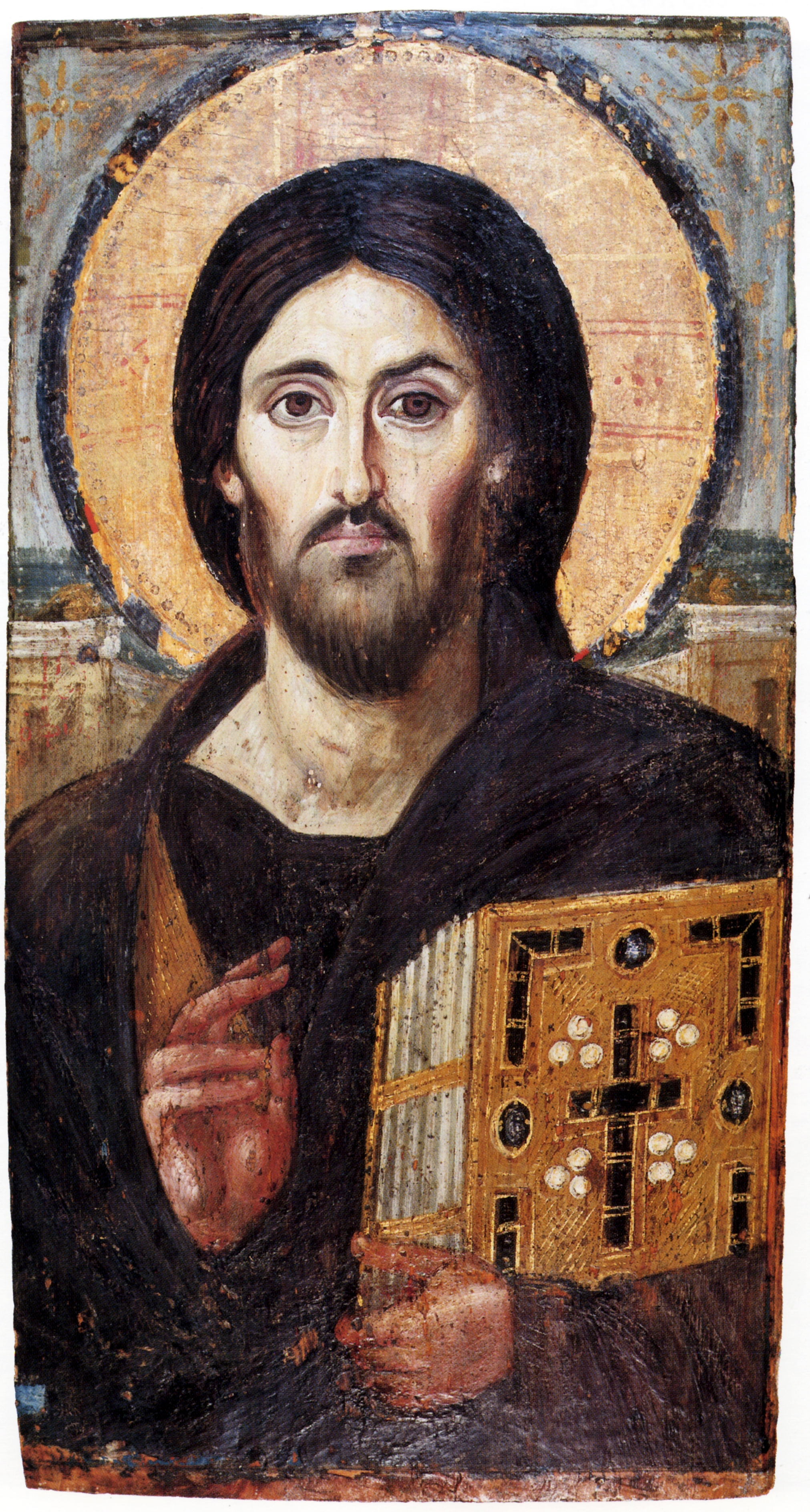
Ikone aus dem 6. Jahrhundert aus dem Katharinenkloster auf dem Berg Sinai. Christus ist hier segnend abgebildet: Er hält dabei zwei Finger gerade, drei gekrümmt. Die Altgläubigen betrachten dieses Zeichen als das einzige richtige Kreuzzeichen.

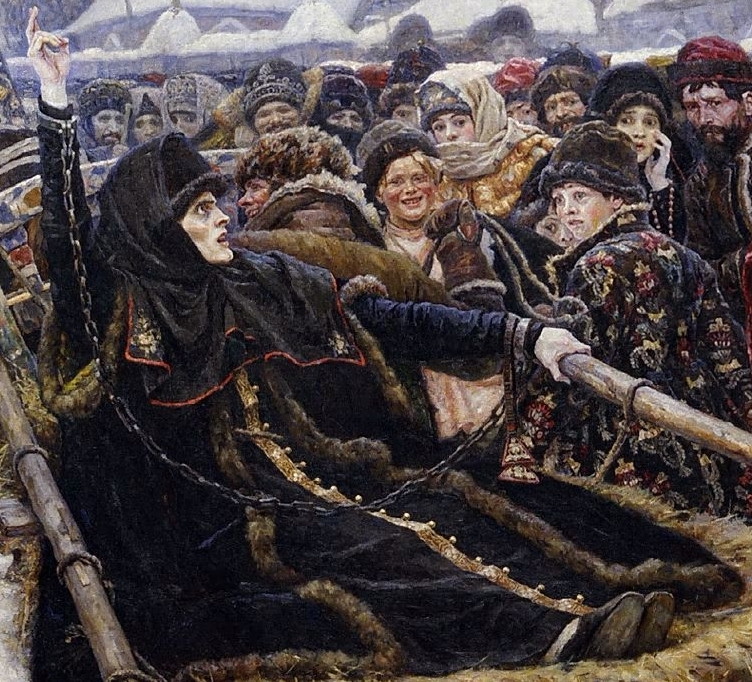
Dieser Ausschnitt aus dem Gemälde Bojarynja Morosowa von Wassili Surikow zeigt, wie die Bojarin Morosowa nach ihrer Verhaftung 1671 abgeführt wird. Sie zeigt ihren ungebrochenen Geist, indem sie das Kreuzzeichen mit zwei gestreckten Fingern nach Art der Altgläubigen demonstriert. Im Pafnuti-Kloster in Borowsk wurden sie und ihre Schwester 1675 zu Tode gehungert.

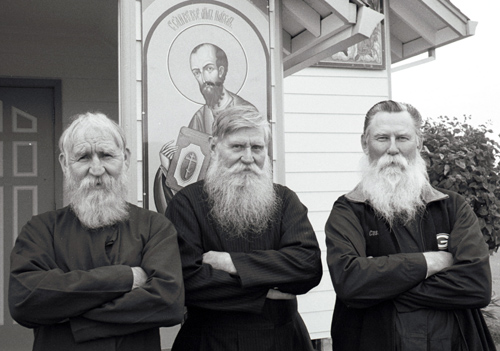
Russische Altorthodoxe vor ihrer Holzkirche in Woodburn/Oregon

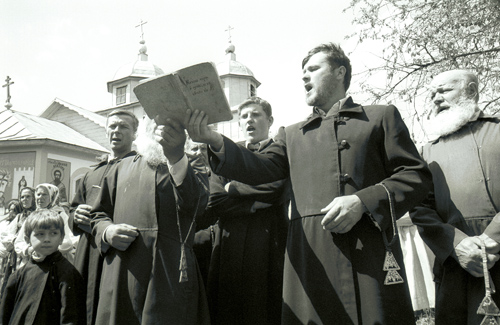
Lipowaner während einer religiösen Zeremonie

Altgläubige (russisch староверы, auch Altritualisten, старообря́дцы, Altorthodoxe, древлеправосла́вные oder abwertend Raskolniki, раско́льники, Abtrünnige bzw. Spalter) ist eine Bezeichnung für verschiedene christliche Richtungen und Gemeinschaften in Russland, die seit 1667 nicht mehr zur Russisch-Orthodoxen Kirche gehörten. Die Altgläubigen wandten sich gegen liturgische Reformen des Patriarchen Nikon und des Zaren Alexei I., die Texte und Riten der russisch-orthodoxen Gottesdienste nach zeitgenössischem griechisch-orthodoxen Vorbild reformierten. Die Altgläubigen unterteilen sich in Popowzen (поповцы, priesterliche Altgläubige) und Bespopowzen (беспоповцы, priesterlose Altgläubige).
Heute gibt es altgläubige Gemeinschaften in Russland, der Ukraine, Rumänien, den USA und anderen Ländern.

## Geschichte

### Reformen 1652
1652 initiierte Patriarch Nikon die erste Reform des russischen Ritus. Es wurde behauptet, der russische Ritus sei infolge von Fehlern beim Kopieren der Kirchenbücher vom griechischen Urtext und Ritus abgewichen. Dies war für Nikon und seine Anhänger die Rechtfertigung, Kirchenreformen durchzuführen. In den folgenden Jahren lehnten zahlreiche kleinere Gemeinschaften die Reformen ab und behielten den alten Ritus bei (priesterliche Altgläubige).

### Synode 1666/67
Auf einer Synode 1666 und 1667 beschloss die Russisch-Orthodoxe Kirche den Ausschluss dieser Gemeinschaften und jedes anderen, der die Reformen ablehnte und belegte sie mit dem Kirchenbann (Anathema). Es entstanden Gemeinschaften, die sich von den Normen der orthodoxen Kirche erheblich entfernten, indem sie das Priestertum, die Sakramente und andere Lehren ablehnten (priesterlose Altgläubige).

### Verfolgungen und Exil
Die Gegner dieser Kirchenreformen wurden verfolgt und Zehntausende wurden hingerichtet. Um der Verfolgung durch die Behörden zu entgehen, zogen sich die Altgläubigen oft in abgelegene Gegenden des Russischen Reiches oder ins Ausland zurück und bildeten dort eigene Gemeinwesen. Erst Mitte des 18. Jahrhunderts ließen die Verfolgungen nach. Viele diskriminierende Gesetze blieben jedoch bestehen. So hatten die Altgläubigen nach wie vor keine Bürgerrechte. Erst 1905 wurden die Altgläubigen legalisiert.

### Wissenschaftliche Untersuchungen zum Ritus der Altgläubigen im 19. Jahrhundert
In der 2. Hälfte des 19. Jahrhunderts stellten Wissenschaftler der Kaiserlichen Akademie der Wissenschaften fest, dass der altrussische Ritus nicht von dem altbyzantinischen Ritus abwich, sondern dass sich der griechische Ritus unter Einfluss verschiedener Faktoren im 13. und 14. Jahrhundert allmählich geändert hatte. Dieser Prozess erklärte den Unterschied zwischen dem russischen und griechischen Ritus Mitte des 17. Jahrhunderts. Bei den Gutachtern handelte es sich unter anderem um die Professoren A. Dmitrijewski und E. Golubinski von der Moskauer Geistlichen Akademie sowie N. Kapterew und A. Kartaschow. 1971 hob die Großkirche des Patriarchats Moskau den Bann des altrussischen Ritus auf.
Der bekannteste Vertreter und einer der Begründer des Altgläubigentums war der Protopope Awwakum, dessen Autobiographie ein bedeutendes Zeugnis der russischen Literatur des 17. Jahrhunderts darstellt.

## Bedeutendste Liturgieänderungen
Folgende Änderungen der Liturgie unter Nikon werden von den Altgläubigen als die schwerwiegendsten benannt:
|                                                            | Altrussische Liturgie | Liturgie Nikons |
| Nizänisches Glaubensbekenntnis                             | рождена, а не сотворена (gezeugt, aber nicht geschaffen); И в Духа Святаго, Господа истиннаго и Животворящаго (Und an den Heiligen Geist, den wahren Herrn, der lebendig macht) | рождена, не сотворена (gezeugt, nicht geschaffen); И в Духа Святаго, Господа Животворящаго (Und an den Heiligen Geist, den Herrn, der lebendig macht) |
| Kreuzzeichen                                               | Zwei Finger gerade, drei gekrümmt | Drei Finger gerade, zwei gekrümmt |
| Anzahl der Prosphoren (Abendmahlsbrote) in der Eucharistie | Sieben Prosphoren | Fünf Prosphoren |
| Richtung der Prozession                                    | Mit dem Sonnenlauf (im Uhrzeigersinn) | Gegen den Sonnenlauf (gegen den Uhrzeigersinn). |
| Halleluja                                                  | Аллилуїа, аллилуїа, слава Тебе, Боже (Zweimal Halleluja) | Аллилуїа, аллилуїа, аллилуїа, слава Тебе, Боже (Dreimal Halleluja)                                                                                    |
| Schreibweise des Namens Christi                            | Ісусъ (Isus) | Іисусъ (Iisus) |

Dazu kommen unterschiedliche Schreibweisen in Literatur (z. B. die Formulierung der Doxologie) und Kirchengesang.
Besonders in der Vergangenheit wurde die Position der Altgläubigen nicht selten als ein starrer, fanatischer Glaube an Rituale dargestellt, der ein bedeutungsloses Leiden Zehntausender zur Folge hatte. Es wurde behauptet, die Reformen beträfen nur äußerliche, rituelle Aspekte und die Altgläubigen seien nicht in der Lage, Nebensächlichkeiten von Hauptsachen zu unterscheiden. Von den Altgläubigen wurde dagegen eingewendet, dass die Glaubensinhalte nicht von der Form zu trennen seien. Viele Gläubige waren damals der Meinung, dass mit dem „Verfluchen“ des alten Ritus und der alten Texte Glaubenswahrheiten angetastet wurden, die seit den ersten Jahrhunderten in bestimmte Rituale gekleidet waren und somit der Glaube in seinem Wesen angetastet wurde. Zur Erhaltung eines Mikroklimas, in dem der Mensch seine Seele retten kann, sei nicht nur das Befolgen der Gebote Christi erforderlich, sondern auch eine sorgfältige Bewahrung der kirchlichen Überlieferung, die geistige Kräfte und spirituelle Erfahrung vieler Jahrhunderte in sich trägt, deren Formen zwar äußerlich, aber nicht willkürlich oder akzidentell seien.

## Richtungen innerhalb der Altgläubigen

### Priesterliche
Die Priesterlichen Altgläubigen (Поповцы, Popowzy) stellten die konservative und gemäßigte Opposition dar, sie strebten nach einer Fortsetzung des kirchlichen Lebens, wie es bis zu den Reformen existiert hatte. Sie akzeptierten Priester aus der Amtskirche, die sich ihnen anschließen wollten, und waren so in der Lage, Priester anzuwerben und damit die Sakramente zu behalten. Die Kirchen der priesterlichen Altgläubigen weichen in theologischer Hinsicht nicht vom orthodoxen Glauben ab.
- Onuphriosgemeinschaft (Onufrievščina, Онуфриевщина),[3] auch Awwakumgemeinschaft (Avvakumovščina, Аввакумовщина)[4]

- Semeiskije (Familiäre) (Semejskie, Семейские), auch Tschasowennyje (Časovennye, Часовенные, von Часовня – Kapelle)[3]

- Beglopopowzy (Überläuferpriesteranhänger), (Беглопоповцы)

### Priesterlose
Die Theologie der Priesterlosen/Popenlosen (Беспоповцы, Bespopowzy) ist von einer antiklerikalen und apokalyptischen Stimmung gekennzeichnet. Die Priesterlosen behaupten, der Antichrist sei schon in die Welt gekommen, zwar nicht leiblich, aber „im Geiste“, und die wahrhafte Kirche existiere nicht mehr auf Erden. Sie glauben deshalb, es gebe auch kein gültiges Priestertum mehr, und feiern daher keine Eucharistie mehr. Sie lehnen die orthodoxe Amtskirche und den mit ihr verbundenen Staat ab, weil auch diese als Instrumente des Antichristen betrachtet werden.
Innerhalb der priesterlosen Altgläubigen gab es viele Richtungen:
- Aaronowzen
- Begunen
- Fedossejewzy („Gesellschaft der christlichen Altgläubigen der alten unverheirateten Konfession der Pomorje“, von 1690 bis heute): Sie lehnen die Heirat ab und führen ein asketisches, klosterähnliches Leben.

- Netowzen oder Spassowo soglasije. Der Name leitet sich von dem russischen Wort net („nein“) ab. Sie verneinen die Möglichkeit von Sakramenten, das Priestertum und Gemeindefeiern in einem Kirchengebäude.
- Philipponen: Von einem Mönch Philipp begründet, breitete sich dieser Zweig bis nach Ostpreußen aus.
- Pomoren oder Danilowzen lehnten ursprünglich die Heirat und das Gebet für den Zaren ab.

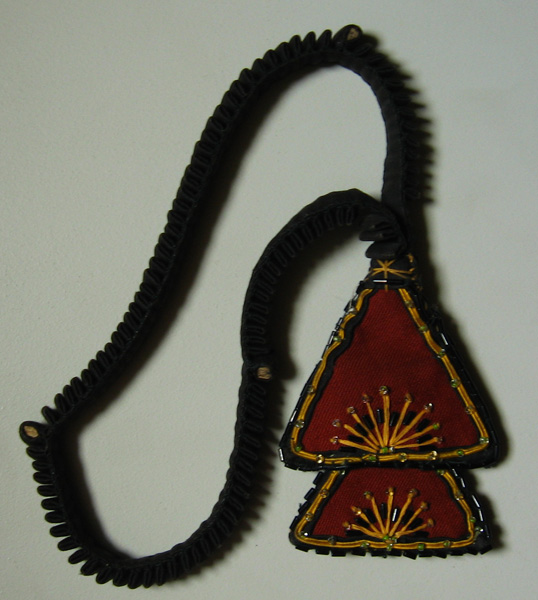
Eine von den Altgläubigen verwendete Lestowka, vergleichbar mit dem Rosenkranz

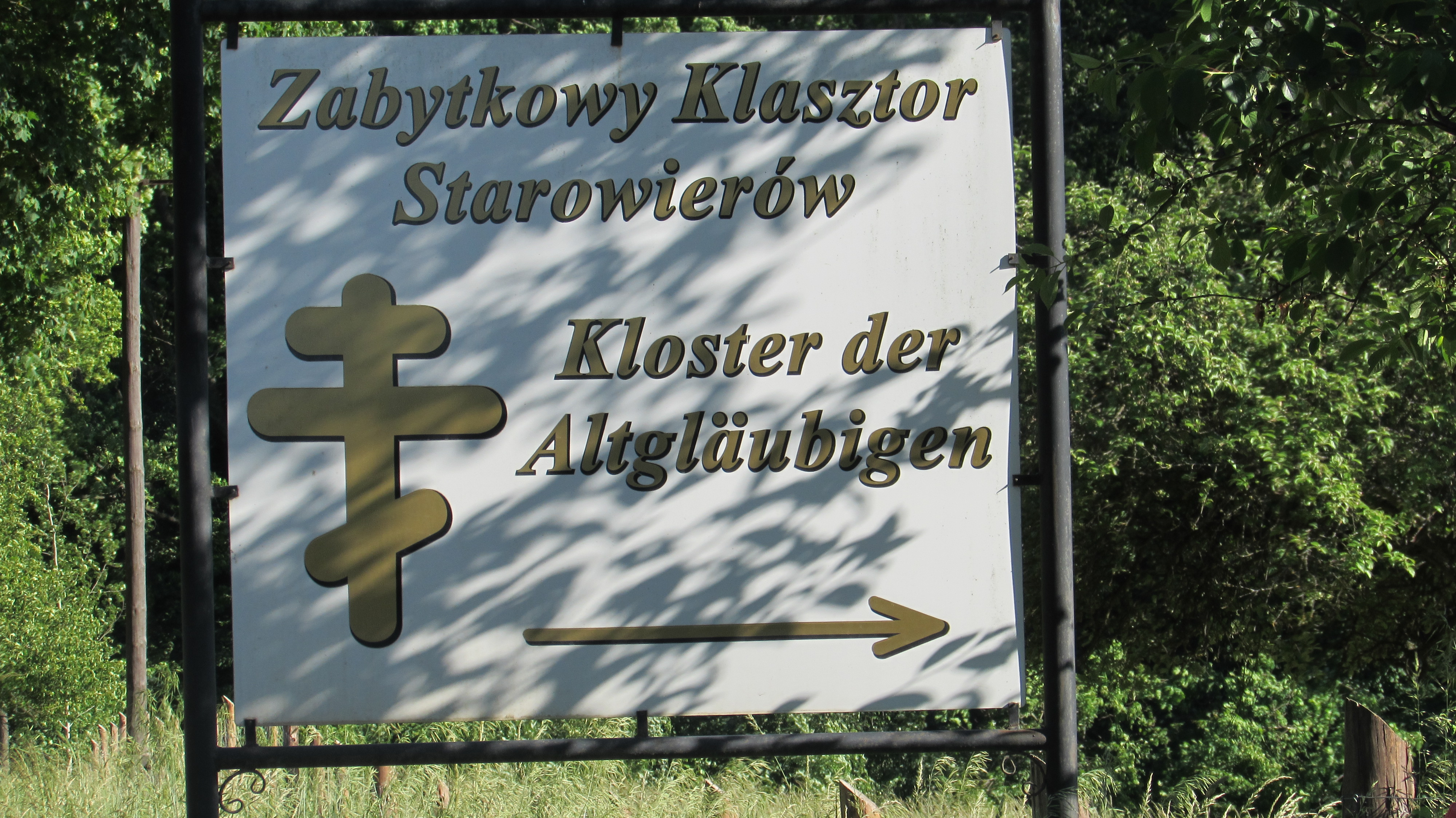
Hinweisschild bei Wojnowo (Ruciane-Nida) / Polen

## Heutige Situation

### Priesterliche Altgläubige
Die priesterlichen Altgläubigen umfassen zwei getrennte Hierarchien: die Altgläubigen der Hierarchie von Belaja Kriniza und die Hierarchie von Nowosybkow. Folgende Eparchien gibt es in diesen beiden Kirchen:
- Die Russische orthodoxe altritualistische Kirche (russisch Русская православная старообрядческая церковь), auch Hierarchie von Belaja Kriniza, hat zwölf Eparchien, elf davon liegen auf dem Gebiet der ehemaligen Sowjetunion, eine befindet sich in Deutschland: Moskau, Kiew und die Ukraine, Chișinău und die Republik Moldau, Nowosibirsk und Sibirien, Jaroslawl-Kostroma, Sankt Petersburg-Twer, Nischni Nowgorod und Wladimir, Kasan-Wjatka, Don und Kaukasus, Ural, Ferner Osten. Die Kirche hatte im Jahr 2004 146 Gemeinden vor Ort und ein Kloster.[6] Diese Kirche hat 1846 die kirchliche Hierarchie völlig wiederhergestellt, als sich ihr der griechische Bischof Amwrossi (Popovitch) anschloss. Seit der Teilung der Bukowina 1940 wird die Kirche von zwei Metropoliten geführt, einem mit Sitz in Moskau und einem mit Sitz in Brăila in Rumänien, in dessen Umgebung (hauptsächlich in Tulcea) bis heute noch eine altorthodoxe lipowanische Minderheit lebt. Nach dem russischen Überfall auf die Ukraine 2022 wird erwartet, dass sich die ukrainischen Gemeinden von der russischen Mutterkirche lösen.[7]
- Die Russische Altorthodoxe Kirche (russisch Русская Древлеправославная Церковь), auch Hierarchie von Nowosybkow: Diese Kirche hat ihre Hierarchie in den 1920er Jahren ebenfalls wiederhergestellt und wird geführt von einem eigenen „Patriarchen von Moskau und ganz Russland“. Sie hat derzeit neben dem Patriarchen vier Bischöfe in den Eparchien: Belarus und Ukraine, Sibirien, Wolga, Zion und Westeuropa. Die Kirche hat zwei Frauen- und ein Männerkloster. Im Jahr 2004 gehörten ihr 74 Gemeinden an.[8]

### Priesterlose Altgläubige
Heutzutage sind die Pomoren als Altorthodoxe Pomorische Kirche (russisch Древлеправославная Поморская Церковь) organisiert. Im Jahr 2004 hatte die Kirche 42 Gemeinden. Sie akzeptieren die Heirat.

### Literatur

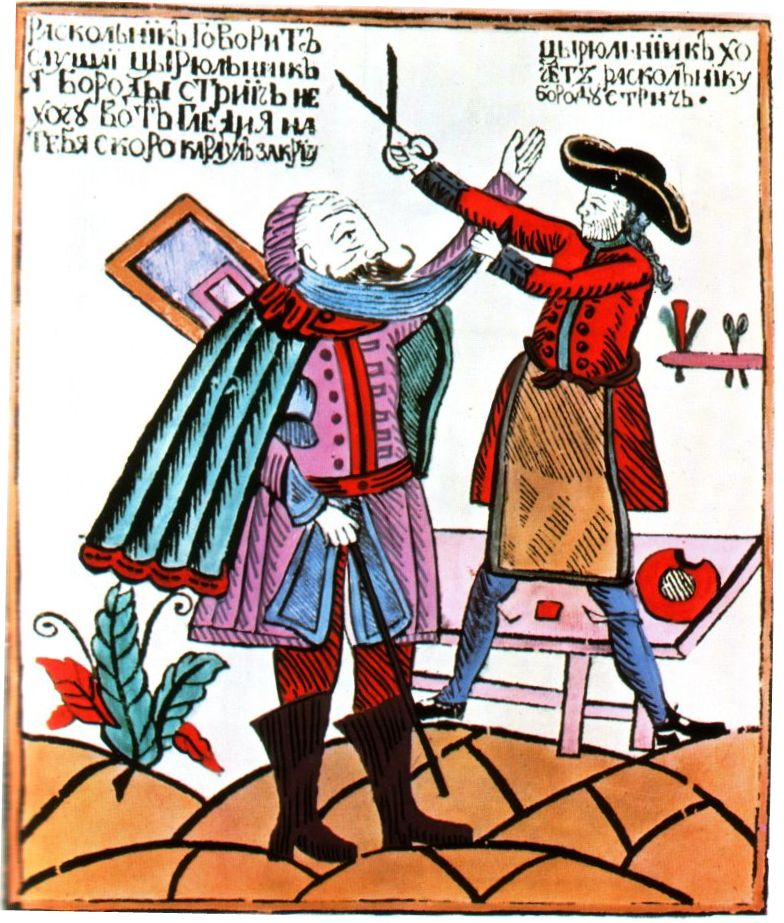
Karikatur auf die Reformpolitik des Zaren Peter I.: Ein Friseur schneidet einem rechtgläubigen Russen den Bart ab

### Altritualisten innerhalb der Russischen Orthodoxen Kirche
Siehe Jedinowerzy.

## Altgläubige in der russischen Kultur

### Musik
Die Thematik rund um die Altgläubigen ist auch ein wichtiges Element in der Oper Chowanschtschina von Modest Mussorgski.

### Sachbücher
- Peter Hauptmann: Rußlands Altgläubige. Vandenhoeck & Ruprecht, Göttingen 2005, ISBN 3-525-56130-X.
- Peter Hauptmann: Altrussischer Glaube. Der Kampf des Protopopen Avvakum gegen die Kirchenreformen des 17. Jahrhunderts. Vandenhoeck & Ruprecht, Göttingen 1963.
- Peter Hauptmann: Die russische Altgläubigen unter sowjetischer Religionsbedrückung 1917–1941. In: Christoph Gassenschmidt, Ralph Tuchtenhagen (Hrsg.): Politik und Religion in der Sowjetunion, 1917–1941. Harrassowitz, Wiesbaden 2001, ISBN 3-447-04440-3, S. 47–63.
- Wilhelm Hollberg: Das russische Altgläubigentum, Band 1 und 2. Seine Entstehung und Entwicklung. Aus dem Nachlass herausgegeben von Nils und Ingrid Hollberg. Tartu Ülikooli Kirjastus, Tartu 1994, ISBN 9985-56-049-3.
- Ф. И. Мельников: Краткая история древлеправославной (старообрядческой) церкви. Изд-во БГПУ, Барнаул 1999; ISBN 5-88210-012-7, (F. I. Melnikow: Kurze Geschichte der altorthodoxen (altritualistischen) Kirche. Barnaul 1999, russisch).
- Alexandr Varona: Tragedia schismei ruse. Reforma patriarhului Nikon şi începuturile staroverilor. (Die Tragödie des russischen Schisma. Die Reform des Patriarchen Nikon und die Anfänge der Altgläubigen.) Editura Kriterion, Bukarest 2002; ISBN 973-26-0702-5.
- S. A. Senkowsky: Russia’s Old Believers. Fink, München 1970. Russische Ausgabe: Русское старообрядчество. Moskau 1995, 2006 (1. und 2. Teil), ISBN 5-93311-012-4.

### Belletristik
- Wassili Peskow: Die Vergessenen der Taiga. Goldmann-Taschenbücher, 1996, ISBN 3-442-12637-1.
- Pawel Iwanowitsch Melnikow: In den Wäldern. Union Verlag, Berlin 1970.